# Craspedolepta laevigata
Craspedolepta laevigata är en insektsart som beskrevs av Loginova 1962. Craspedolepta laevigata ingår i släktet Craspedolepta och familjen rundbladloppor. Inga underarter finns listade i Catalogue of Life.